# Neuropatia tardia induzida por organofosfato
Neuropatia tardia induzida por organofosforados, ou neuropatia tardia dos organofosforados, NTOF, (na literatura em inglês abreviada como OPIDN, organophosphate-induced delayed neuropathy), também chamada polineuropatia tardia induzida por organofosfato (OPIDP, organophosphate-induced delayed polyneuropathy), é uma neuropatia causada pela morte de neurônios no sistema nervoso central, especialmente na medula espinhal, como resultado do envenenamento agudo ou crônico por organofosfato. O comprometimento do sistema nervoso periférico e central leva a se considerar o termo neuropatia tardia por organofosforado (NTOF) mais adequado do que tão somente polineuropatia tardia por organofosforado (PTOF). É uma condição clinica incomum, ocorrendo após a intoxicação aguda por organofosforados, seguindo-se uma fase de hiperestimulação colinérgica. Seu quadro clínico é caracterizado por déficit motor distal nos membros inferiores associado a sintomas sensitivos. Estudos eletroneuromiográficos tem evidenciado um padrão axonal motor na maioria dos casos, podendo ocorrer sinais de comprometimento do sistema nervoso central.